# Van Veen

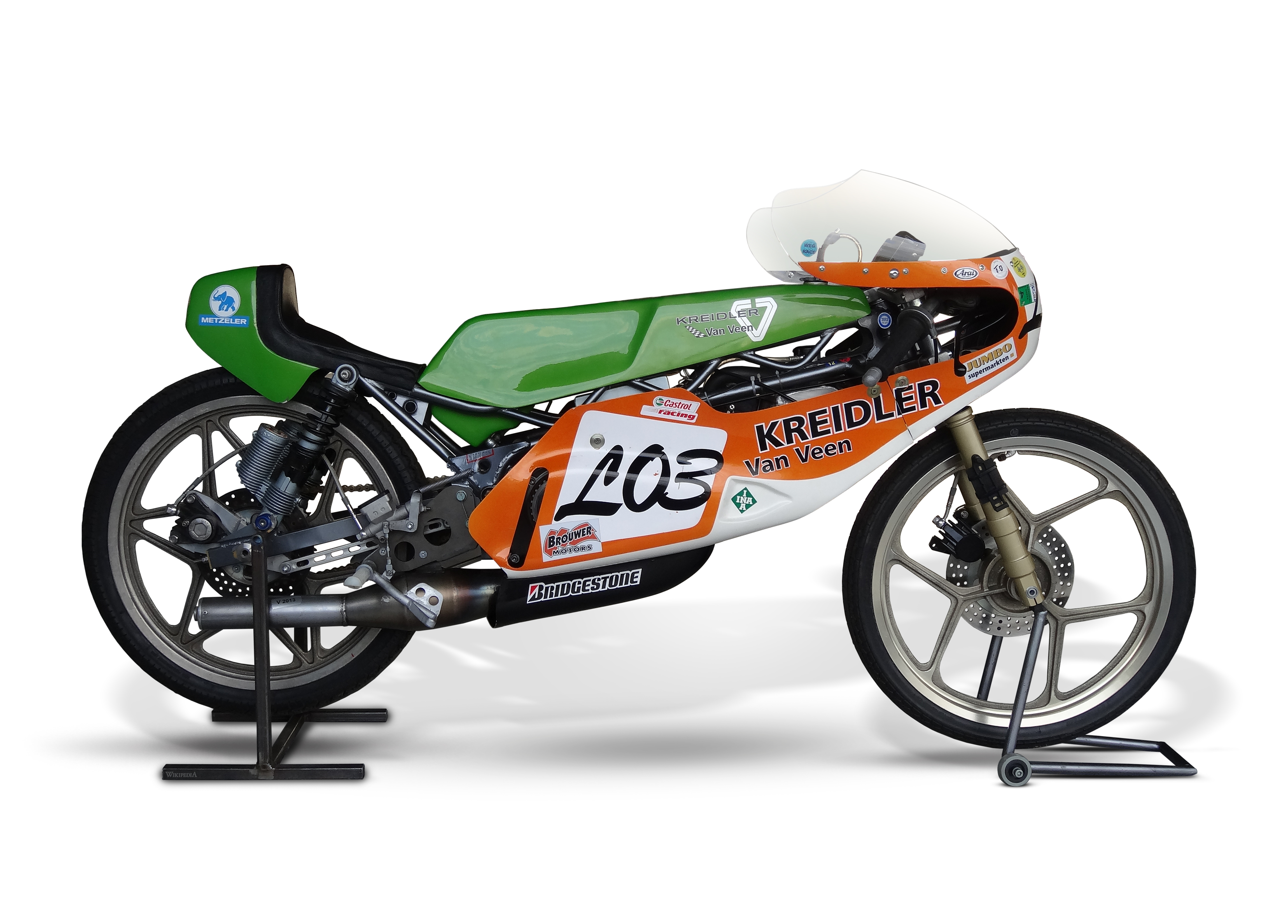
Kreidler Van Veen (1970er Jahre) im historischen Motorsport (Hockenheimring Classics 2013)

Van Veen war ein niederländischer Moped- und Motorradhändler, der als Importeur die Produkte des Herstellers Kreidler vertrieb. Van Veen engagierte sich stark im Motorradsport der 1970er-Jahre. Das Unternehmen wurde 1968 in Amsterdam gegründet, 1982 wurde die Produktion eingestellt.

## 50-cm³-Rennmaschinen

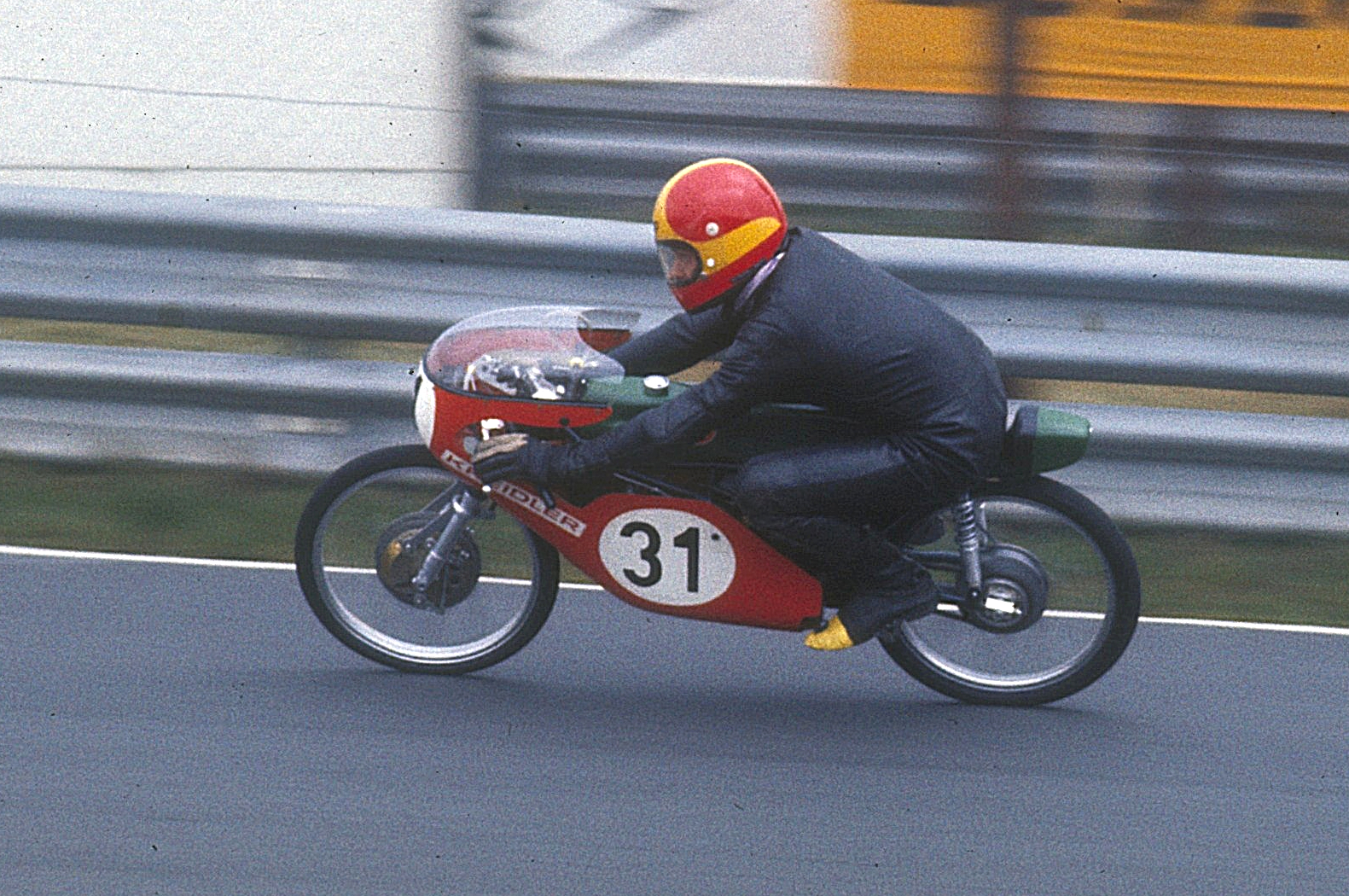
Ingo Emmerich auf Kreidler beim Eifelrennen 1974

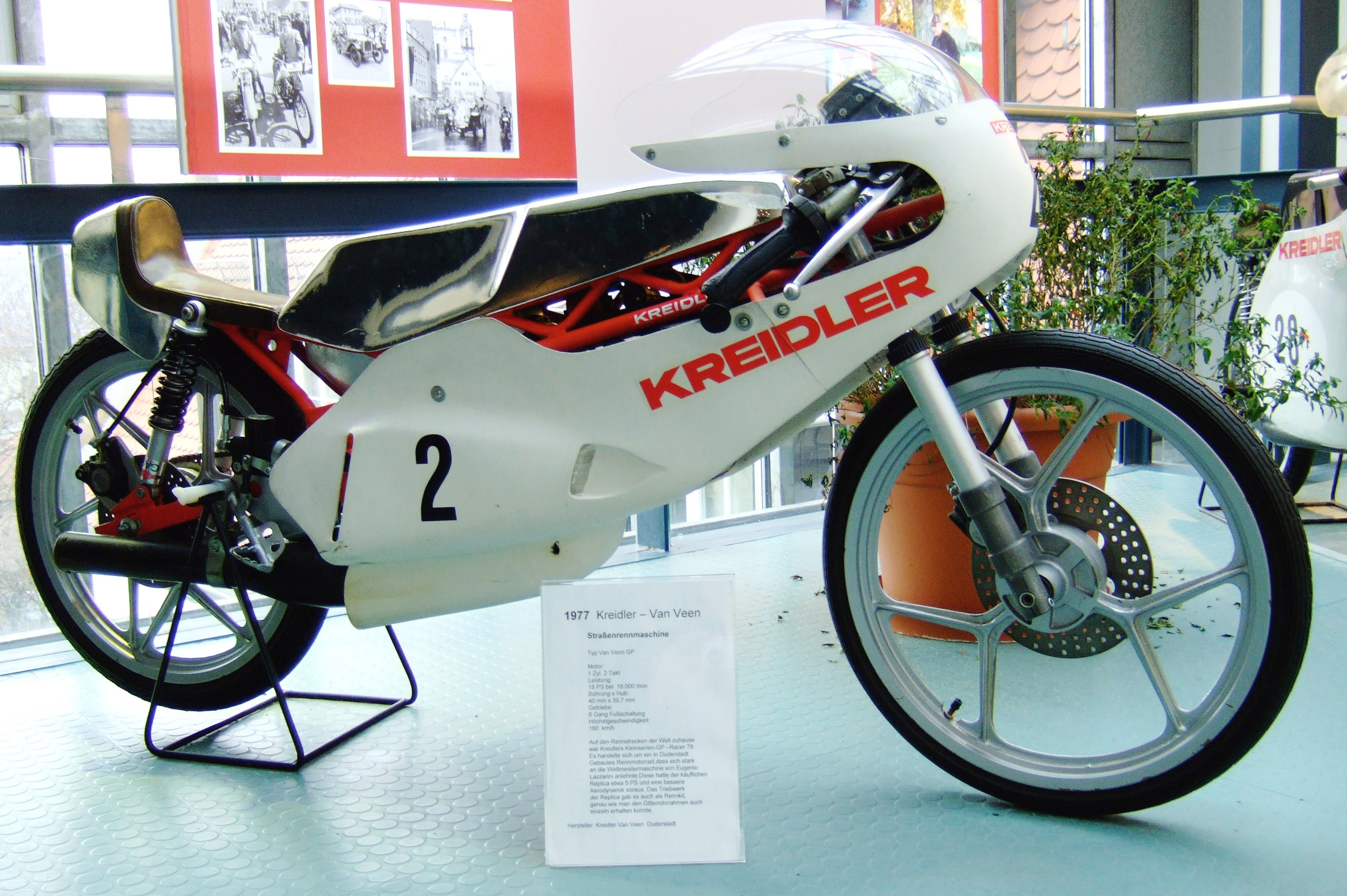
Kreidler Van Veen Replica, 1977

Kreidler stellte seine Serientriebwerke der Kreidler Florett seit 1958 für die Läufe des Moto Cup zur Verfügung. 1961 wurde der Europa-Cup für Rennmaschinen bis 50 cm³ ausgeschrieben, Hans Georg Anscheidt wurde mit den modifizierten Kreidler-Motoren (Wegfall des Kühlgebläses, zwei Plattendrehschieber mit zwei Vergasern, Vierganggetriebe mit handgeschaltetem dreistufigem Vorgelegegetriebe) Europameister. Die Motorleistung wurde mit 12 PS bei 13.000/min, die Höchstgeschwindigkeit mit 135 km/h angegeben.

### Kreidler Van Veen
1968 übernahm Hendrik Van Veen die Entwicklung der Rennmaschinen für Kreidler. Noch luftgekühlt erbrachte der 68er Motor, von Jörg Möller entwickelt, 14 PS bei 14.000/min. 1969 wurde auf Wasserkühlung umgestellt und ein Sechsgang–Getriebe verwendet. Die Leistung wuchs auf 16 PS bei 14.500/min und als Höchstgeschwindigkeit wurden 160 km/h angegeben. Die Weltmeistermaschine, von 1971 bis 1978 stetig weiterentwickelt, erreichte zuletzt eine Leistung von 22,5 PS bei 17.000/min, versehen mit einer elektronischen Zündung von Kröber und Mahle-Schmiedekolben. Je nach Übersetzung und entsprechender Motorabstimmung waren damit Spitzengeschwindigkeiten von bis zu 200 km/h der knapp 60 kg wiegenden Rennmaschine möglich. Eugenio Lazzarini erreichte mit einem 50-cm³-Rennmotorrad auf der Geraden von Spa eine Höchstgeschwindigkeit von über 210 km/h. Den Fahrern stand aufgrund des niedrigen Hubraums und der maximalen Drehmomententfaltung erst bei höchster Motordrehzahl ein nutzbares Drehzahlband von lediglich 900/min zur Verfügung.
Kreidler Van Veen bot schon 1968 für Privatfahrer einen Rennsatz (anderer Zylinder, Kolben und Dell’Orto-Vergaser sowie Resonanzauspuff) an, der eine Leistung von 9,5 PS bei 12.500/min erbrachte. 1973 leistete der drehschiebergesteuerte Replica-Motor 14 PS, 1977 gab es eine käufliche Rennmaschine mit 18 PS, stets einige PS weniger als die Werksmaschine.
Herbert Rittberger machte sich Mitte der 1970er als Fahrer und Tuner einen Namen. 1977 übernahm er die Entwicklung für die Van-Veen-Werksmotoren. Die 1982 von ihm gegründete Firma RIMOTU (Rittberger Motoren Tuning) entwickelte und bearbeitete nach dem Ausstieg von Van Veen die Kreidler-Motoren weiter, der Motorrad- und Zubehörhändler Krauser trat als Sponsor auf.

### Weltmeistertitel auf Kreidler Van Veen
Kreidler–Van Veen gewann in der Schnapsglasklasse bis 50 cm³ die Konstrukteurswertung der
- Motorrad-Weltmeisterschaft 1971
- Motorrad-Weltmeisterschaft 1972
- Motorrad-Weltmeisterschaft 1973
- Motorrad-Weltmeisterschaft 1974
- Motorrad-Weltmeisterschaft 1975
- Motorrad-Weltmeisterschaft 1979

sowie die Fahrerwertung
- 1971 –  Jan de Vries
- 1973 –  Jan de Vries
- 1974 –  Henk van Kessel
- 1975 –  Ángel Nieto
- 1979 –  Eugenio Lazzarini
- 1980 –  Eugenio Lazzarini
- 1982 –  Stefan Dörflinger

## Wankelmotorrad

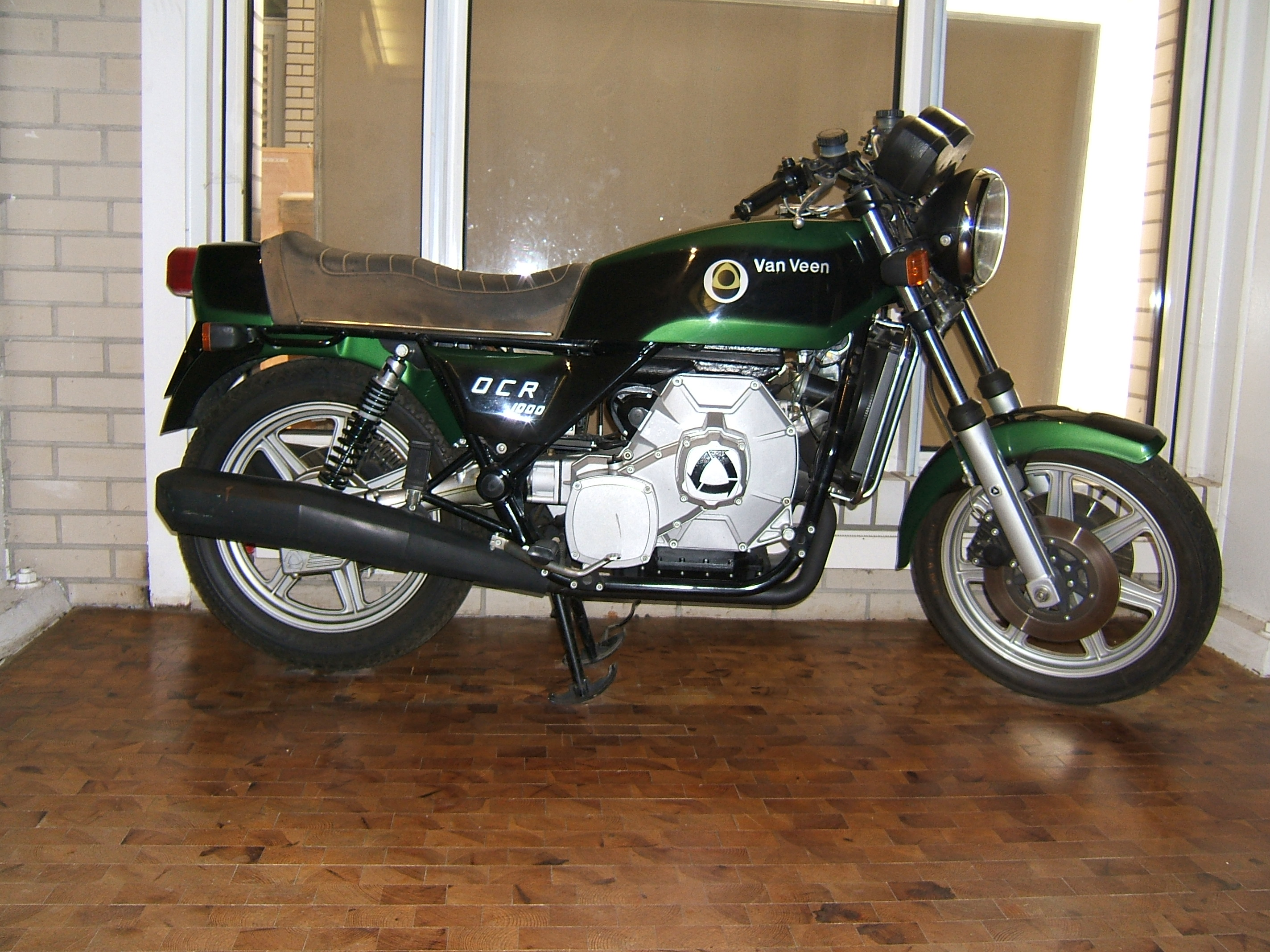
Van Veen OCR 1000

1976 stellte Van Veen ein schweres Motorrad mit Zweischeiben-Wankelmotor und einer Leistung von 100 PS (73,6 kW) vor, die Van Veen OCR 1000. Der sogenannte Birotor von Comotor war eine Weiterentwicklung aus dem NSU Ro 80 und wurde auch im Citroën GS Birotor eingesetzt.
Die Maschine wurde in Duderstadt gebaut. Der Motor hatte ein Kammervolumen von zweimal 498 cm³ und leistete 100 PS (74 kW) bei 6500/min. Die Motorkraft wurde über eine Kardanwelle ans Hinterrad weitergeleitet. Die Höchstgeschwindigkeit lag bei 213 km/h, der Benzinverbrauch bei 15 l/100 km. 1976 wurde das Motorrad in Deutschland für 24.200 DM angeboten.

## Liste der Modelle
- Kreidler Van Veen GP 50
- Kreidler Van Veen GS 50
- Kreidler Van Veen MC 50
- Van Veen OCR 1000 (Wankelmotor)

## Weitere Bilder

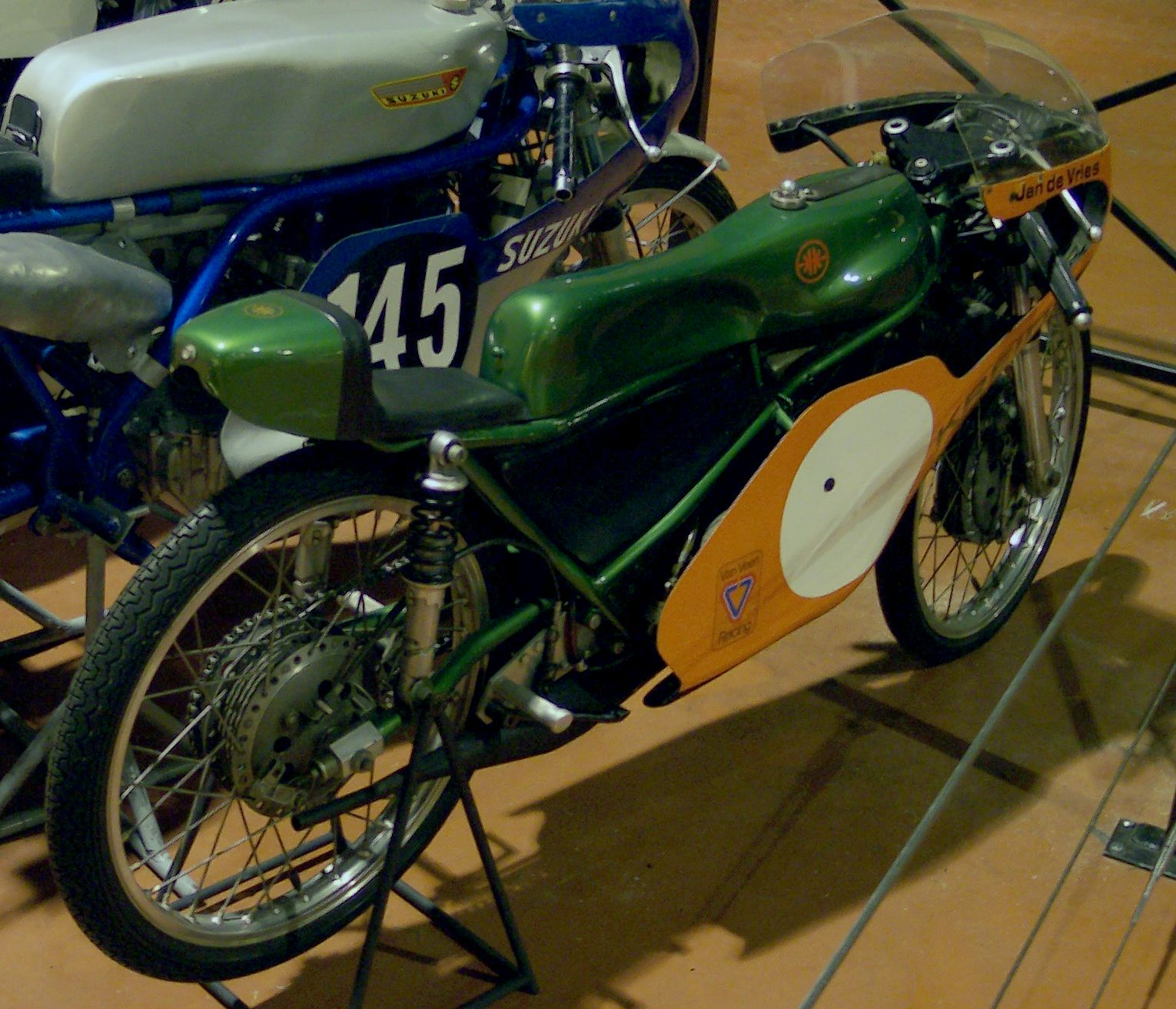
Eine 50-cm³-Kreidler von Jan de Vries
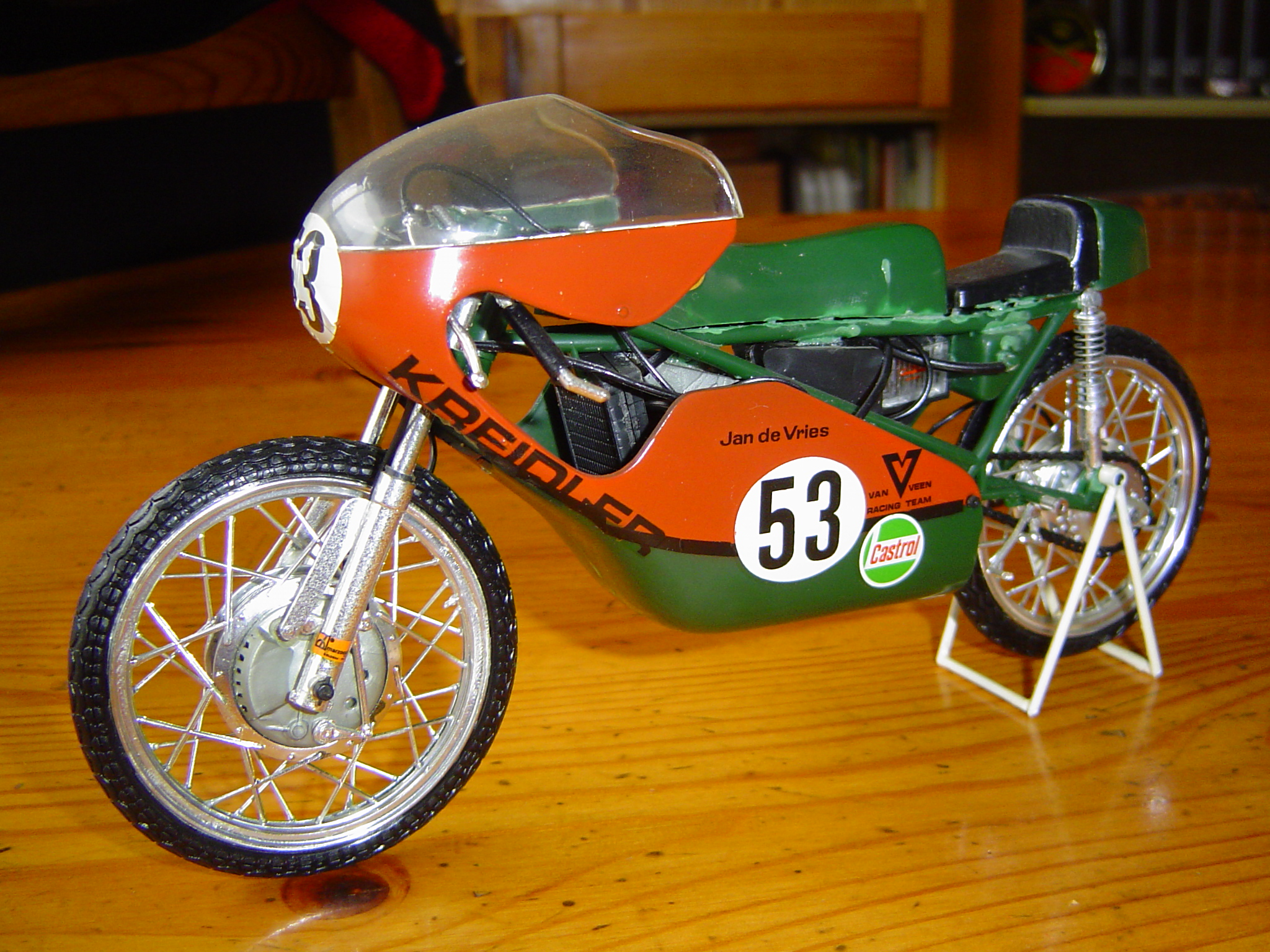
Weltmeister-Motorrad von 1971 (Modell)
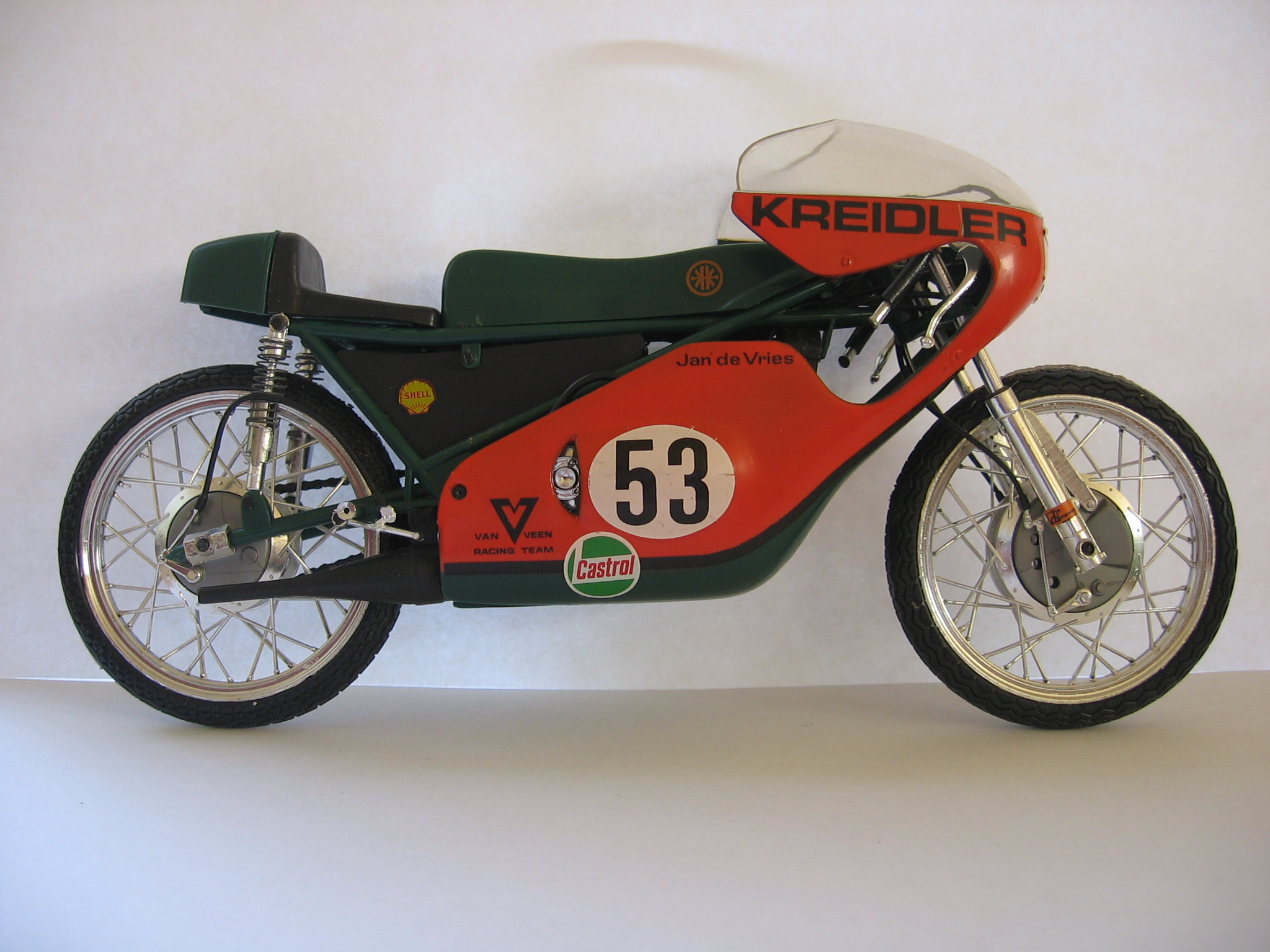
Modell des Weltmeistermotorrads 1971 von Jan de Vries

## Verweise